# Rodrigo Zuriaga Pineda
Rodrigo Zuriaga Pineda (Dolores Hidalgo, Guanajuato - f. Monterrey, Nuevo León, 4 de marzo de 1929) fue un militar mexicano que participó en la Revolución mexicana y en las rebeliones delahuertista y escobarista.
Se desconocen detalles de sus primeros años de vida, nació en el pueblo de Dolores Hidalgo, Guanajuato, e ingresó al Ejército Mexicano como soldado raso en 1903. En 1904 fue ascendido a subteniente de infantería teniendo por misión la persecución de rebeldes en la Sierra de los Tuxtlas, en las inmediaciones de Soteapan, Veracruz. En 1907, fue promovido a teniente.
En 1914 se incorporó a la revolución como teniente coronel en las fuerzas del general Juan Andreu Almazán, operando en el estado de Puebla. En 1915 fue ascendido a coronel al mando del general Almazán, teniendo su radio de acción en el Distrito Federal, Puebla, Hidalgo y Oaxaca. En 1918 recibió el grado de general de brigada.
El 3 de marzo de 1929 el general José Gonzalo Escobar inició en el norte de México una rebelión en contra del gobierno de Emilio Portes Gil, quien había tomado la presidencia después del asesinato de Obregón. El comandante de la plaza de Monterrey, Almazán, había sido llamado para combatir al general insurrecto Jesús M. Aguirre en Veracruz, dejando en su lugar al general Zuriaga Pineda. Escobar se acercó a Monterrey con una tropa de 30,000 hombres, estando Zuriaga Pineda y el general Julio Hernández Serrano a cargo de la defensa de la ciudad con solo 125 efectivos.
El general Zuriaga se comunicó con el Secretario de Guerra y Marina, Plutarco Elías Calles, quien ordenó el movimiento de tropas desde San Luis Potosí y Tampico. Se colocaron ametralladoras en el Cerro del Obispado y barricadas en las cercanías de la jefatura de guarnición. Escobar ofreció a Zuriaga la rendición, pero fue rechazada con su célebre frase: puede usted empezar cuando guste, por lo que inició el ataque armado que duraría 10 horas.
Aproximadamente a las 17:30 llevaron al general Zuriaga herido a la penitenciaría, lugar que fungía como fortaleza, muriendo en acción de guerra el 4 de marzo de ese año.